# 圣桑福里安当塞勒
圣桑福里安当塞勒（法語：Saint-Symphorien-d'Ancelles，法語發音：[sɛ̃ sɛ̃fɔʁjɛ̃ dɑ̃sɛl]）是法国索恩-卢瓦尔省的一个市镇，属于马孔区。

## 地理
圣桑福里安当塞勒（46°11'53"N, 4°46'12"E）面积6.13 平方千米，位于法国勃艮第-弗朗什-孔泰大區索恩-卢瓦尔省，该省份为法国中部省份，北起顺时针与科多尔省、汝拉省、安省、罗讷省、卢瓦尔省、阿列省和涅夫勒省接壤。
与圣桑福里安当塞勒接壤的市镇（或旧市镇、城区）包括：沙拉罗讷河畔圣迪迪耶、德拉塞、拉沙佩勒德甘谢、罗马内什托兰。
圣桑福里安当塞勒的时区为UTC+01:00、UTC+02:00（夏令时）。

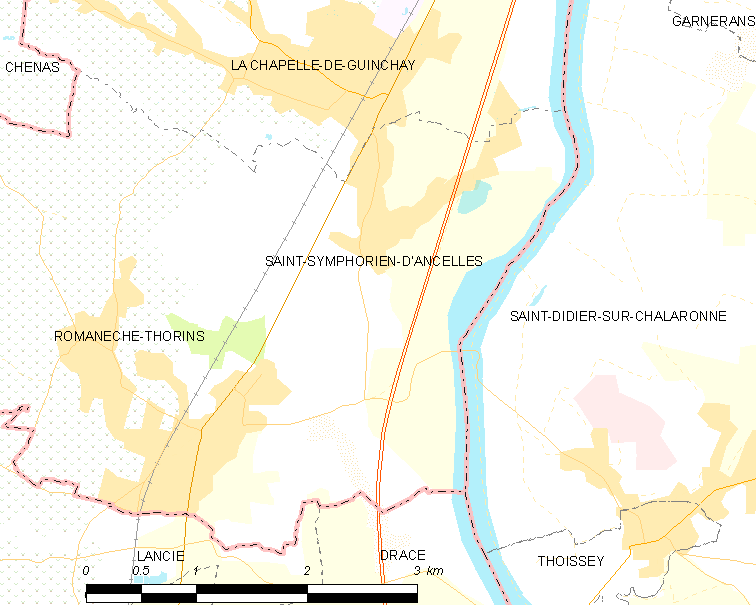
圣桑福里安当塞勒的OSM定位图

## 行政
圣桑福里安当塞勒的邮政编码为71570，INSEE市镇编码为71481。

## 政治
圣桑福里安当塞勒所属的省级选区为拉沙佩勒德甘谢县。

## 人口

1962-2008年间圣桑福里安当塞勒人口变化图示

圣桑福里安当塞勒于2022年1月1日时的人口数量为1128人。